# Linea Yamada

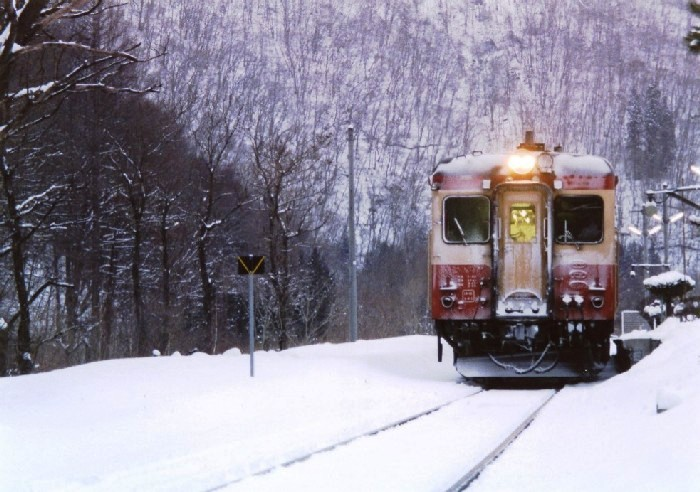
Un treno locale KiHa 52 lungo binari innevati

La linea Yamada (山田線?, Yamada-sen) è una linea ferroviaria giapponese gestita dalla JR East a scartamento ridotto che collega le stazioni di Morioka nella città di omonima e di Kamaishi, nella cittadina di Kamaishi, passando per Miyako e si trova totalmente all'interno della Akita.
Fra Morioka e Miyako la linea attraversa orizzontalmente il territorio montagnoso della prefettura di Iwate seguendo il corso del fiume Hei, mentre fra Miyako e Kamaishi i treni costeggiano il frastagliato litorale del Sanriku-Kaigan lungo l'oceano Pacifico.
A causa del terremoto e maremoto del Tōhoku del 2011 la parte costiera della linea è stata gravemente danneggiata, e da allora l'esercizio fra Miyako e Kamaishi non è più ripreso. Nel febbraio 2012 JR East ha annunciato ufficialmente la proposta di realizzare una linea BRT al posto della ferrovia danneggiata.

## Servizi
La linea, attualmente attiva fra Morioka e Miyako, vede treni locali che fermano in tutte le fermate e un rapido, denominato Riasu che ferma solo nelle principali stazioni.

## Stazioni

### Sezione in servizio (Morioka - Miyako)
| Stazione      | Giapponese | Distanza | Collegamenti | Posizione | Posizione |
| ------------- | ---------- | -------- | --- | --------- | --------- |
| Morioka       | 盛岡       | 0.0      | Tōhoku Shinkansen Akita Shinkansen ■ Linea principale Tōhoku ■ Linea Tazawako ■ Linea Hanawa ■ Ferrovia Iwate Galaxy | Morioka   | Iwate     |
| Kami-Morioka  | 上盛岡     | 2.8      | | Morioka   | Iwate     |
| Yamagishi     | 山岸       | 4.9      | | Morioka   | Iwate     |
| Kami-Yonai    | 上米内     | 9.9      | | Morioka   | Iwate     |
| Ōshida        | 大志田     | 19.2     | | Morioka   | Iwate     |
| Asagishi      | 浅岸       | 27.6     | | Morioka   | Iwate     |
| Kuzakai       | 区界       | 35.6     | | Miyako    | Iwate     |
| Matsukusa     | 松草       | 43.6     | | Miyako    | Iwate     |
| Hiratsuto     | 平津戸     | 52.2     | | Miyako    | Iwate     |
| Kawauchi      | 川内       | 61.5     | | Miyako    | Iwate     |
| Hakoishi      | 箱石       | 65.7     | | Miyako    | Iwate     |
| Rikuchū-Kawai | 陸中川井   | 73.5     | | Miyako    | Iwate     |
| Haratai       | 腹帯       | 82.6     | | Miyako    | Iwate     |
| Moichi        | 茂市       | 87.0     | Linea Iwaizumi (Alcuni servizi diretti da/per Miyako)                                                                | Miyako    | Iwate     |
| Hikime        | 蟇目       | 91.5     | | Miyako    | Iwate     |
| Kebaraichi    | 花原市     | 94.2     | | Miyako    | Iwate     |
| Sentoku       | 千徳       | 98.8     | | Miyako    | Iwate     |
| Miyako        | 宮古       | 102.1    | Linea Kita-Riasu (Alcuni servizi diretti per Kamaishi e Sakari)                                                      | Miyako    | Iwate     |

### Sezione sospesa (Miyako - Kamaishi)
| Stazione        | Giapponese | Distanza | Collegamenti                                                                    | Posizione | Posizione |
| --------------- | ---------- | -------- | ------------------------------------------------------------------------------- | --------- | --------- |
| Miyako          | 宮古       | 102.1    | Linea Kita-Riasu                                                                | Miyako    | Iwate     |
| Sokei           | 磯鶏       | 104.1    |                                                                                 | Miyako    | Iwate     |
| Tsugaruishi     | 津軽石     | 111.3    |                                                                                 | Miyako    | Iwate     |
| Toyomane        | 豊間根     | 117.5    |                                                                                 | Yamada    | Iwate     |
| Rikuchū-Yamada  | 陸中山田   | 128.6    |                                                                                 | Yamada    | Iwate     |
| Orikasa         | 織笠       | 130.8    |                                                                                 | Yamada    | Iwate     |
| Iwate-Funakoshi | 岩手船越   | 133.6    |                                                                                 | Yamada    | Iwate     |
| Namiita-Kaigan  | 浪板海岸   | 140.0    |                                                                                 | Ōtsuchi   | Iwate     |
| Kirikiri        | 吉里吉里   | 141.8    |                                                                                 | Ōtsuchi   | Iwate     |
| Ōtsuchi         | 大槌       | 145.2    |                                                                                 | Ōtsuchi   | Iwate     |
| Unosumai        | 鵜住居     | 149.2    |                                                                                 | Kamaishi  | Iwate     |
| Ryōishi         | 両石       | 151.4    |                                                                                 | Kamaishi  | Iwate     |
| Kamaishi        | 釜石       | 157.5    | Linea Kamaishi Linea Minami-Riasu (Alcuni servizi diretti su entrambe le linee) | Kamaishi  | Iwate     |

## Materiale rotabile
- Automotrice KiHa 52